# 액터쥬 act-age
《액터쥬 act-age》(일본어: アクタージュ act-age)는 마츠키 타츠야(일본어: マツキタツヤ) 원작을 맡고 우사자키 시로(일본어: 宇佐崎しろ)가 만화를 그린 일본의 만화다. 《주간 소년 점프》에서 2018년 1월 22일부터 2020년 8월 11일까지 연재되었다. 메소드 연기의 천재 여고생 요나기가 스타즈에 들어가면서 겪게 되는 배우로서의 이야기를 그리고 있다.

## 소개
컷 사인이 내려와 막이 내려올 때까지, 그 짧은 시간 동안에만 타인의 인생을 산다. 때로는 국경도 시대도 세계 조차도 뛰어 넘어 다른 사람을 체험한다. 이렇게 정도를 벗어나 사로잡힌 사람을 배우라고 부른다.

## 줄거리
여배우를 지향하는 여고생, 요나기 케이는 유명 연예 사무소 스타즈의 오디션에 천재적인 연극을 해도 불합격 한다. 그 이유는 그녀의 위험한 연기 법 때문이다. 그러나 요나기의 재능에 매료된 영화 감독이 광대의 세계로 데려간다.

## 연재의 경위

### 연재 개시
주간 소년 점프 편집부는 젊은 층에 주력하고 있으며, 원작 지망자를 대상으로 한 제2회 스토킨 프로에서 마츠키가 준킹을 수상했다.투고작 《아사가야 예술고 영상과에 어서오세요》의 게재권을 얻은 마츠키는 작화 담당으로 트위터에서 활동하던 당시 18세의 우사자키를 지명했다.

### 연재 종료
2020년 8월 8일, 원작 담당의 마츠키가 강제추행죄의 혐의로 체포되어 대체로 용의를 인정했다고 보도되었다. 이것을 두고 슈에이샤 편집부는 작화 담당의 우사자키와의 대화 후, 동년 8월 11일 발매의 《주간 소년 점프》 36·37 합병호 게재분으로 연재를 종료하는 것을 발표했다.

## 서지 정보
- 마츠키 타츠야(원작)·우사자키 시로(만화) 《액터쥬 act-age》 슈에이샤 〈점프 코믹스〉, 전 12권(미완)
  1. 「夜凪景」2018년 5월 7일 발행(5월 2일 발매[集 1]), ISBN 978-4-08-881483-4
  2. 「千世子の仮面」2018년 7월 9일 발행(7월 4일 발매[集 2]), ISBN 978-4-08-881509-1
  3. 「ありがとう」2018년 8월 8일 발행(8월 3일 발매[集 3]), ISBN 978-4-08-881583-1
  4. 「阿良也の役作り」2018년 11월 7일 발행(11월 2일 발매[集 4]), ISBN 978-4-08-881657-9
  5. 「星アキラ」2019년 2월 9일 발행(2월 4일 발매[集 5]), ISBN 978-4-08-881694-4
  6. 「カーテンコール」2019년 5월 7일 발행(5월 2일 발매[集 6]), ISBN 978-4-08-881795-8
  7. 「そういう普通」2019년 7월 9일 발행(7월 4일 발매[集 7]), ISBN 978-4-08-881878-8
  8. 「邂逅」2019년 9월 9일 발행(9월 4일 발매[集 8]), ISBN 978-4-08-882051-4
  9. 「花子の絵」2019년 12월 9일 발행(12월 4일 발매[集 9]), ISBN 978-4-08-882103-0
  10. 「開戦」2020년 2월 9일 발행(2월 4일 발매[集 10]), ISBN 978-4-08-882205-1
  11. 「風」2020년 5월 18일 발행(5월 13일 발매[集 11]), ISBN 978-4-08-882284-6
  12. 「ロードショー」2020년 7월 8일 발행(7월 3일 발매[集 12]), ISBN 978-4-08-882351-5